# Danmarks Indsamling
Danmarks Indsamling er en årlig indsamling i januar eller februar, der foretages i fællesskab af 12 af Danmarks humanitære organisationer. Indsamlingen kulminerer i et tv-show på DR1 og er ledsaget af en række aktiviteter på DR's radiokanaler, der skal skabe opmærksomhed omkring indsamlingen.
Indsamlingen fandt sted første gang i 2007, hvor Børnefonden, Røde Kors, Folkekirkens Nødhjælp, Læger uden Grænser, Red Barnet, SOS-Børnebyerne og Unicef deltog. Der blev indsamlet 55,2 mio. kr. til bekæmpelse af hiv og aids i Afrika, der er et af FN's 2015-mål for fattigdomsbekæmpelse. Signe Lindkvist og Reimer Bo Christensen var værter ved tv-showet, der blev sendt 17. februar 2007.
Fra 2008 deltog også organisationerne ADRA, CARE, Dansk Flygtningehjælp, IBIS og Mellemfolkeligt Samvirke. Dette år blev der indsamlet 66,2 mio. kr. til bekæmpelse af spædbørns- og børnedødelighed i Afrika, der også er et af 2015-målene. Værter ved tv-showet 26. januar var Peter Kær og Mette Walsted Vestergaard.
I 2009 blev der indsamlet 72 millioner til bekæmpelse af fattigdom i Afrika. Peter Kær og Mette Walsted Vestergaard var igen værter ved tv-showet, der løb over skærmen 24. januar.
I 2010 var det oprindeligt planen at samle ind til fordel for Afrikas kvinder. Men pga. jordskælvet i Haiti 12. januar 2010 besluttede organisationerne bag indsamlingen også at samle ind til ofrene for jordskælvet. Der blev indsamlet over 130 mio. kr. Tv-showet blev sendt d. 30. januar 2010 og havde Kim Bildsøe Lassen og Hella Joof som værter.
I 2011 blev der indsamlet 87 millioner til Afrikas unge. Tv-showet blev sendt d. 29. januar 2011 og havde Puk Elgård og Felix Smith som værter.
I 2012 blev der samlet 88,4 millioner ind til Børn på Flugt i Afrika. 2012 var også første år, at der blev samlet ind i måneden før showet, blandt andet gennem BetterNow. Tv-showet blev sendt d. 3. februar 2012 og havde Louise Wolff og Mads Steffensen som værter.
I 2013 blev der samlet næsten 76 millioner ind til 12 konkrete projekter i Afrika. Temaet i 2013 var at fire danske landsdele konkurrerede om at være den mest velgørende landsdel. Der var masser af aktiviteter op mod selve indsamlings-showet med velgørenhedsløb og andre aktiviteter, hvor meget af det foregik på BetterNow. Nordjyderne blev kåret som den mest gavmilde landsdel i Danmark. Tv-showet blev sendt d. 8. februar 2013.
I 2014 blev der samlet 87 millioner ind til indsamlingen med overskriften "Når mor mangler". Der blev sat fokus på antallet af børn, der vokser op på gaden, på institutioner eller er på flugt uden deres mor og far. Tv-showet blev sendt d. 1. februar 2014 og havde Louise Wolff og Nikolaj Koppel som værter.
Kronprins Frederik og Kronprinsesse Mary var protektorer for indsamlingen.
I 2015 er indsamlingens overskrift "Uretfærdighed". Målet med indsamlingen er at bryde nogle af de uretfærdigheder, som frarøver voksne, børn og hele befolkningsgrupper chancen for at skabe sig selv en god tilværelse. Støtten går til langsigtede udviklingsprojekter - projekter, som kan skabe varige forbedringer og forhindre kommende katastrofer i nogle af verdens fattigste lande. Tv-showet bliver sendt d. 31. januar 2015 og har Louise Wolff og Nikolaj Koppel som værter. Og der blev samlet 100.270.616 danske kroner ind.

## Indsamlinger
| År   | Navn                                       | Beløb (millioner) | Seertal   | Værter |
| ---- | ------------------------------------------ | ----------------- | --------- | --- |
| 2005 | Forældreløse børn i afrika                 | 38                | Ukendt    | |
| 2007 | Stop aids-katastrofen i Afrika             | 55,2              | 1.021.000 | Signe Lindkvist og Reimer Bo |
| 2008 | Børn skal have lov til at leve             | 68,8              | 937.000   | Peter Kær og Mette Walsted Vestergaard |
| 2009 | Giv afrikanske familier en fremtid         | 72                | 803.000   | Peter Kær og Mette Walsted Vestergaard |
| 2010 | Afrikas kvinder – Afrikas Fremtid og Haiti | 130               | 1.014.000 | Kim Bildsøe Lassen og Hella Joof |
| 2011 | Det nye Afrika                             | 87                | 772.000   | Puk Elgård og Felix Smith |
| 2012 | Børn på flugt                              | 88                | 1.032.000 | Louise Wolff og Mads Steffensen |
| 2013 | Kampen mellem landsdelene                  | 76                | 749.000   | Louise Wolff og Nikolaj Koppel (Rwanda), Pernille Rosendahl og Mads Steffensen (Nordjylland), Sisse Fisker og Thomas Skov Gaardsvig (Midtjylland), Peter Qvortrup Geisling og Jim Lyngvild (Syddanmark), Ulla Essendrop og Peter Mygind (Østdanmark) |
| 2014 | Når mor mangler                            | 87                | 686.000   | Louise Wolff og Nikolaj Koppel |
| 2015 | Uretfærdighed                              | 100               | 781.000   | Louise Wolff og Nikolaj Koppel |
| 2016 | 10 år mod fattigdom                        | 97,8              | 688.000   | Lise Rønne og Ulla Essendrop |
| 2017 | Intet barn må sulte                        | 90                | 579.000   | Mads Steffensen og Ulla Essendrop |
| 2018 | Hjælp børn uden hjem                       | 78,8              | 462.000   | Lise Rønne og Christian Degn |
| 2019 | Styrk verdens piger                        | 71,7              | 565.000   | Mads Steffensen, Tine Gøtzsche og Sofie Østergaard |
| 2020 | Børn på flugt                              | 82,1              | 579.000   | Mark Stokholm, Tine Gøtzsche og Lise Rønne |
| 2021 | Coronakrisens børn                         | 120               | 646.000   | Mark Stokholm, Silja Okking, Mette Bluhme Rieck og Andreas Bo |
| 2022 | Coronakrisens børn                         | 101               | Ukendt    | Tine Gøtzsche, Kristian Ring-Hansen Holt, Jesper Nøddesbo, Andreas Bo og Lotte Friis |
| 2023 | Verdens sårbare børn                       | 100               | Ukendt    | Ulla Essendrop, Katrine Muff og Sara Bro |
| 2024 | Sult og fejlernæring                       | 102               | Ukendt    | Josefine Høgh og Johannes Langkilde |
| 2025 | Hjælp børn i nød                           | 86,2              | Ukendt    | Josefine Høgh og Johannes Langkilde |